# Rau (motorfiets)
Rau (Rau Motorentechnik GmbH, Großbettlingen) is een Duits merk van motorfietsen, dat sinds 1977 frames voor snelle Japanse viercilinders bouwt.